# ワールドミュージックタイム
ワールドミュージックタイムはNHK-FM放送で2000年4月2日から2013年3月25日まで放送されていた民族音楽を取り上げるラジオ番組である。

## 概要
2000年4月開始。毎回、アフリカ、ラテンアメリカ、中近東などを中心に様々なその土地柄の民族音楽、あるいは最新のヒット曲にスポットをあて、音楽評論家・北中正和がその曲についての製作背景や民族楽器・音楽の魅力を淡々と話す。
原則として最終週（但し本放送に当たる日曜日が月末と重なる場合は、その一つ手前の週で実施。再放送は原則として翌月の第1週）は、「ニューディスク&リクエスト」（リクエストと新譜の紹介）になっている。また12月はその年の新譜から、ワールドミュージックがどのような影響を与えたかを語る1年の総集編が行われる。
2013年4月から同枠で新番組「眠れない貴女へ」が放送されるため、同3月24日（3月25日未明）の放送をもって、13年間にわたる放送を終了した

## 放送日時
- 初回放送：毎週日曜 深夜24時から25時（月曜0時 - 1時）
- 再放送：毎週月曜 10時から11時（前週分の再放送）

## 備考
- 初回放送がある日曜深夜は、主に第1・3週を中心に放送設備点検（殆どはテレビ共用）により放送休止となる都道府県があり、その場合は日曜付け最終番組になる。その場合、1時の時報をまたいで（関東地方・近畿地方・東海地方・北海道[4]は一部0:59過ぎのエンディングの途中でフェイドアウトした上で）放送休止の案内、局により国歌「君が代」演奏がある。

## 関連番組
- ウィークエンドサンシャイン